# Гамкрелідзе Тамаз Валеріанович
Тама́з Валеріа́нович Гамкрелі́дзе (груз. თამაზ გამყრელიძე; 23 жовтня 1929, Кутаїсі — 10 лютого 2021) — грузинський мовознавець, член-кореспондент АН СРСР (1979), академік РАН (1984). Президент Національної академії наук Грузії. Брат академіка РАН та Грузинської АН, математика Реваза Гамкрелідзе.

## Біографія
Народився 23 жовтня 1929 в Кутаїсі. Закінчив факультет сходознавства Тбіліського Державного Університету (1952). В 1956 — 1960 рр. працював в Інституті мовознавства АН Грузії. З 1960 р. — завідувач кафедри структурної і прикладної лінгвістики (з 1999 — загальної і прикладної лінгвистіки Тбіліського Державного Університету ім. І. Джавахішвілі); професор Тбіліського Університету ім. І. Джавахішвілі (1964—2008). Директор Інституту Східнознавства ім. Г. В. Церетелі АН Грузії (1973—2000). Академік-секретар Відділення мови і літератури НАН Грузії (2003-05), з 2005 р. — президент Національної академії наук Грузії. В 1988 — 1995 рр. — головний редактор журналу «Вопросы языкознания». Депутат Верховної Ради СРСР (1984 — 1989), народний депутат СРСР (1989 — 1990), депутат Верховної Ради Грузії (1990 — 1991), член Парламенту Грузії (1992 — 2003).
Член-кореспондент з 1979 — Відділення літератури і мови.
Академік з 1984 — Відділення літератури і мови (мовознавство). Член-кореспондент Британської академії
Почесний громадянин Тбілісі (2000).

## Наукові зацікавлення
Праці в області індоєвропейського, семітського та картвельського мовознавства. Тамаз Гамкрелідзе також є автором праць з теорії мовознаства, структурної і прикладної лінгвістики. Спільно з академіком Івановим В.В. (1929 -2017) розробив нову гіпотезу походження індоєвропейців, згідно з якою, з урахуванням подальших досліджень і розробок : перші індоєвропейці з'явились на Вірменському нагір'ї, можливо, у 8 - 7 тис. до н. е.; індоєвропейці, можливо, пов'язані з натуфійською, халафською, самаррською, убейдською (субареї), шумерською, куро-аракською культурами; хуррити з'явилися не в 2 пол. 3 тис. до н. е., а значно раніше, у 8-7 тис. до н е.; хуррити і їхні нащадки урарти, можливо, є гілкою індоєвропейців, а не окремою сім'єю народів; хуррити, можливо, є творцями куро-аракської культури; хуррити, можливо, мігрували на Балкани і на територію України, де стали творцями культури Кукутень-Трипілля; з Вірменського нагір'я одна частина перших індоєвропейців мігрувала на Кавказ, потім у північні прикаспійські й причорноморські степи, де їх подальше становлення й розселення відбувалося згідно з гіпотезою М.Гімбутас, інші їх частини поселились : в Анатолії ( майбутні хетти, лувійці), в Ірані (іраноарії), в Афганістані ( майбутні пуштуни), в Індії ( індоарії ), в Центральній Азії ( майбутні согдійці, хорезмійці, таджики ), в Китаї ( майбутні тохари, псевдотохари ), в Монголії ( згідно з дослідженнями, в західній і центральній Монголії в давнину жили високі блакитноокі блондини ). Таким чином, імовірно,  необхідно об'єднати гіпотезу Гамкрелідзе - Іванова і гіпотезу Гімбутас і розробити нову синтетичну гіпотезу походження індоєвропейців. На цьому шляху істориків, археологів і лінгвістів чекають нові важливі відкриття і здобутки, які дозволять створити нову об'єктивну картину Давнього світу взагалі і Давнього Сходу зокрема.

## Основні праці
- The Akkado-Hittite syllabary and the problem of the origin of the Hittite script, «Archiv Orientalni» (vol. 29). 1960
- Anatolian languages and the problem of Indo-European migration to Asia Minor, Studies in General and Oriental Linguistics. Tokyo, 1970
- Разом з Івановим В'ячеславом Всеволодовичем: «Indo-european language and Indoeuropeans» (vols. I—II). Berlin / New York, 1994—1995
- Алфавитное письмо и древнегрузинская письменность (Типология и происхождение алфавитных систем письма) [Архівовано 24 лютого 2012 у Wayback Machine.], Тбилиси, 1989.